# Гестланд
Гестланд (нем. Geestland) — город и община в Германии, земля Нижняя Саксония, район Куксхафен.
Население составляет 30 847 человек (на 31 декабря 2019 года). Занимает площадь 356,58 км². Официальный код — 03 3 52 062.

## Административное устройство
Община Гестланд состоит из следующих поселений:
- Бад-Бедеркеза
- Дебштедт
- Дрангштедт
- Зиферн
- Имзум
- Кёлен
- Кюрштедт
- Кремпель
- Ланген
- Линтиг
- Нойенвальде
- Рингштедт
- Флёгельн
- Хольсель
- Химендорф
- Эльмлоэ